# Iñaki Sarasketa Ibáñez
Iñaki Sarasketa Ibáñez est un militant espagnol d'origine basque, ancien membre de l'organisation indépendantiste armée Euskadi ta Askatasuna (ETA).

## Biographie
C'était le chef d'ETA au Guipuscoa et il était accompagné de Txabi Etxebarrieta lorsqu'ils ont abattu le garde civil José Pardines Arcay à Aduna le 7 juin 1968. Arrêté le jour suivant dans la paroisse d'Errezil, il a été torturé par Melitón Manzanas, et jugé en Conseil de guerre par un procès collectif. Il a été initialement condamné à 58 années de prison, mais la peine a immédiatement a été révisée et l'a condamné à mort. Ceci a provoqué une grande révolte internationale et des protestations des formations politiques (PNB, PCE, PSOE, UGT). Ce sera la raison pour laquelle la peine sera commuée en réclusion perpétuelle.
Peu avant l'amnistie de 1977, a été sorti de prison puis envoyé en Norvège avec Xavier Izko de la Iglesia, d'Iñaki Múgica Arregi, alias Ezkerra, José Antonio Garmendia et Iñaki Pérez Beotegi, alias Wilson entre autres, jusqu'à ce que l'amnistie lui permette de retourner en Espagne. Éloigné d'ETA, dans les élections au Parlement basque de 1984 il a été candidat pour la formation "Auzolan". On ne lui connaît pas de militantisme politique postérieur.

### Sources et bibliographie
- (es) Cet article est partiellement ou en totalité issu de l’article de Wikipédia en espagnol intitulé « Iñaki Sarasketa » (voir la liste des auteurs).
- (fr) Jean Chalvidant, ETA : L'enquête, éd. Cheminements, coll. « Part de Vérité », octobre 2003, 426 p. (ISBN 978-2-84478-229-8)
- (es) José María Benegas, Diccionario de Terrorismo, Madrid, Espasa Calpe, coll. « Diccionario Espasa », novembre 2004, 920 p. (ISBN 978-84-670-1609-3)
- (fr) Jacques Massey, ETA : Histoire secrète d'une guerre de cent ans, Paris, Flammarion, coll. « EnQuête », février 2010, 386 p. (ISBN 978-2-08-120845-2)